# Kerrin Lee-Gartner
Kerrin Lee-Gartner, OBC (* 21. September 1966 in Trail, British Columbia) ist eine ehemalige kanadische Skirennläuferin.

## Biografie
Den Höhepunkt ihrer sportlichen Karriere erreichte Kerrin Lee-Gartner bei den Olympischen Winterspielen 1992 in Albertville, wo sie die Goldmedaille in der Abfahrt gewann, ohne je zuvor und auch nicht danach ein Weltcuprennen gewonnen zu haben oder zu gewinnen. In einem sehr knappen Rennen siegte sie mit sechs Hundertstelsekunden Vorsprung auf Hilary Lindh (USA) und neun Hundertstelsekunden vor Veronika Wallinger (AUT), während die beiden Top-Favoritinnen, Katja Seizinger (GER) und Petra Kronberger (AUT), knapp dahinter leer ausgingen. Nach Slalom-Gold bei Olympia 1960 durch Anne Heggtveit und jeweils Riesentorlauf-Gold bei Olympia 1968 durch Nancy Greene und bei Olympia 1976 durch Kathy Kreiner ist sie bis heute (15. März 2019) die vierte Alpin-Olympia-Goldmedaillengewinnerin für Kanada.
Als Spezialistin für die schnellen Disziplinen konnte Lee-Gartner im Alpinen Skiweltcup insgesamt sechs Podestplätze in Abfahrt und Super-G erreichen und sie gewann am 2. Februar 1989 bei den Alpinen Skiweltmeisterschaften 1989 in Vail die Kombinationsabfahrt mit 0,29 s Vorsprung auf Brigitte Oertli, womit sie mit 59,24 Punkten (Tamara McKinney hatte mit 5,65 Punkten Gold geholt) auf Endrang 9 kam.

1994 beendete sie ihre Karriere.

## Erfolge

### Olympische Spiele
- Calgary 1988: 8. Kombination, 15. Abfahrt
- Albertville 1992: 1. Abfahrt, 6. Super-G
- Lillehammer 1994: 8. Super-G, 19. Abfahrt

### Weltmeisterschaften
- 4. Platz, WM 1993, Super-G
- 7. Platz, WM 1989, Abfahrt
- 7. Platz, WM 1991, Abfahrt
- 9. Platz, WM 1989, Kombination
- 9. Platz, WM 1993, Abfahrt

### Podestplätze im Weltcup
- 7. März 1992: 2. Platz, Abfahrt Vail (USA)
- 15. März 1992: 2. Platz, Super-G Panorama (CAN)
- 26. Februar 1993: 2. Platz, Abfahrt Veysonnaz (SUI)
- 8. Dezember 1990: 3. Platz, Abfahrt Altenmarkt-Zauchensee (AUT)
- 12. Dezember 1992: 3. Platz, Abfahrt Vail (USA)
- 15. Januar 1994: 3. Platz, Super-G Cortina d’Ampezzo (ITA)

### Sonstiges
- 4 kanadische Meistertitel (Kombination 1988; Abfahrt 1991, 1992 und 1993)